# Sovana rosso superiore cabernet sauvignon
Il Sovana rosso superiore cabernet sauvignon è un vino prodotto nei territori comunali di Sorano, Pitigliano e Manciano, all'estremità sud-orientale della provincia di Grosseto, nel cuore dell'area del tufo.

## Invecchiamento
Il disciplinare prevede un obbligo di invecchiamento di 6 mesi.

## Caratteristiche organolettiche
- colore: rosso rubino, tendente al granato con l'invecchiamento
- odore: fruttato e floreale con leggeri sentori eterei
- sapore: caldo, secco, leggermente tannico, corposo ed armonico.

## Produzione
Provincia, stagione, volume in ettolitri
- nessun dato disponibile